# 디칼코겐화 탄소
디칼코겐화 탄소(Carbon dichalcogenide)는 탄소와 16족 원소의 화합물이다. 이들은 일반적인 화학식 CZ2를 가지며, 여기서 Z = O, S, Se, Te이다.
여기에 포함되는 것은 다음과 같다.
- 이산화 탄소, CO
2
- 이황화 탄소, CS
2
- 이셀레늄화 탄소, CSe
2
- 황화 카보닐, OCS
- 셀레늄화 카보닐, OCSe
- 티오카보닐 셀레늄, SCSe
- 티오카보닐 텔루륨, SCTe[1]

## 안정성
탄소와 16족 원소 사이의 이중 결합(C=Z)은 16족 원소(Z)가 무거울수록 약해진다. 이러한 경향은 Z가 O에서 Te로 변할수록 디칼코겐화 탄소 단량체가 덜 안정적이며 중합되기 쉽다는 것을 의미한다. 예를 들어, CO
2는 안정적이고, CS
2는 극한 조건에서 중합되며, CSe
2는 중합하는 경향이 있고, CSeTe는 불안정하며, CTe
2는 존재하지 않는다. 이러한 경향은 이중 결합 규칙의 한 예이다.

## 결합
디칼코겐화 탄소에서 C=O 결합 길이는 약 1.16 Å, C=S는 약 1.56 Å, C=Se는 약 1.70 Å, C=Te는 약 1.90 Å이다.
| 종                | 화학식 | Z  | Z′ | 결합 | 분자 내 결합 | 결합 길이 / Å | 측정 방법         | 참고 문헌         |
| ----------------- | ------ | -- | -- | ---- | ------------ | ------------- | ----------------- | ----------------- |
| 이산화 탄소       | CO2    | O  | O  | C=O  | O=C=O        | 1.163         | 적외선 분광법     | [ 1 ] [ 3 ] [ 4 ] |
| 황화 카보닐       | OCS    | O  | S  | C=O  | S=C=O        | 1.158         | 마이크로파 분광법 | [ 5 ]             |
| 셀레늄화 카보닐   | OCSe   | O  | Se | C=O  | Se=C=O       | 1.159         | 마이크로파 분광법 | [ 3 ]             |
| 황화 카보닐       | OCS    | O  | S  | C=S  | O=C=S        | 1.560         | 마이크로파 분광법 | [ 5 ]             |
| 이황화 탄소       | CS 2   | S  | S  | C=S  | S=C=S        | 1.553         | 적외선 분광법     | [ 5 ]             |
| 티오카보닐 셀레늄 | SCSe   | S  | Se | C=S  | Se=C=S       | 1.553         | 마이크로파 분광법 | [ 5 ]             |
| 티오카보닐 텔루륨 | SCTe   | S  | Te | C=S  | Te=C=S       | 1.557         | 마이크로파 분광법 | [ 3 ] [ 5 ] [ 6 ] |
| 셀레늄화 카보닐   | OCSe   | O  | Se | C=Se | O=C=Se       | 1.709         | 마이크로파 분광법 | [ 5 ]             |
| 티오카보닐 셀레늄 | SCSe   | S  | Se | C=Se | S=C=Se       | 1.693         | 마이크로파 분광법 | [ 5 ]             |
| 이셀레늄화 탄소   | CSe 2  | Se | Se | C=Se | Se=C=Se      | 1.689         | 중성자 회절       | [ 7 ]             |
| 티오카보닐 텔루륨 | SCTe   | S  | Te | C=Te | S=C=Te       | 1.904         | 마이크로파 분광법 | [ 3 ] [ 5 ] [ 6 ] |